# Alphonso Jackson

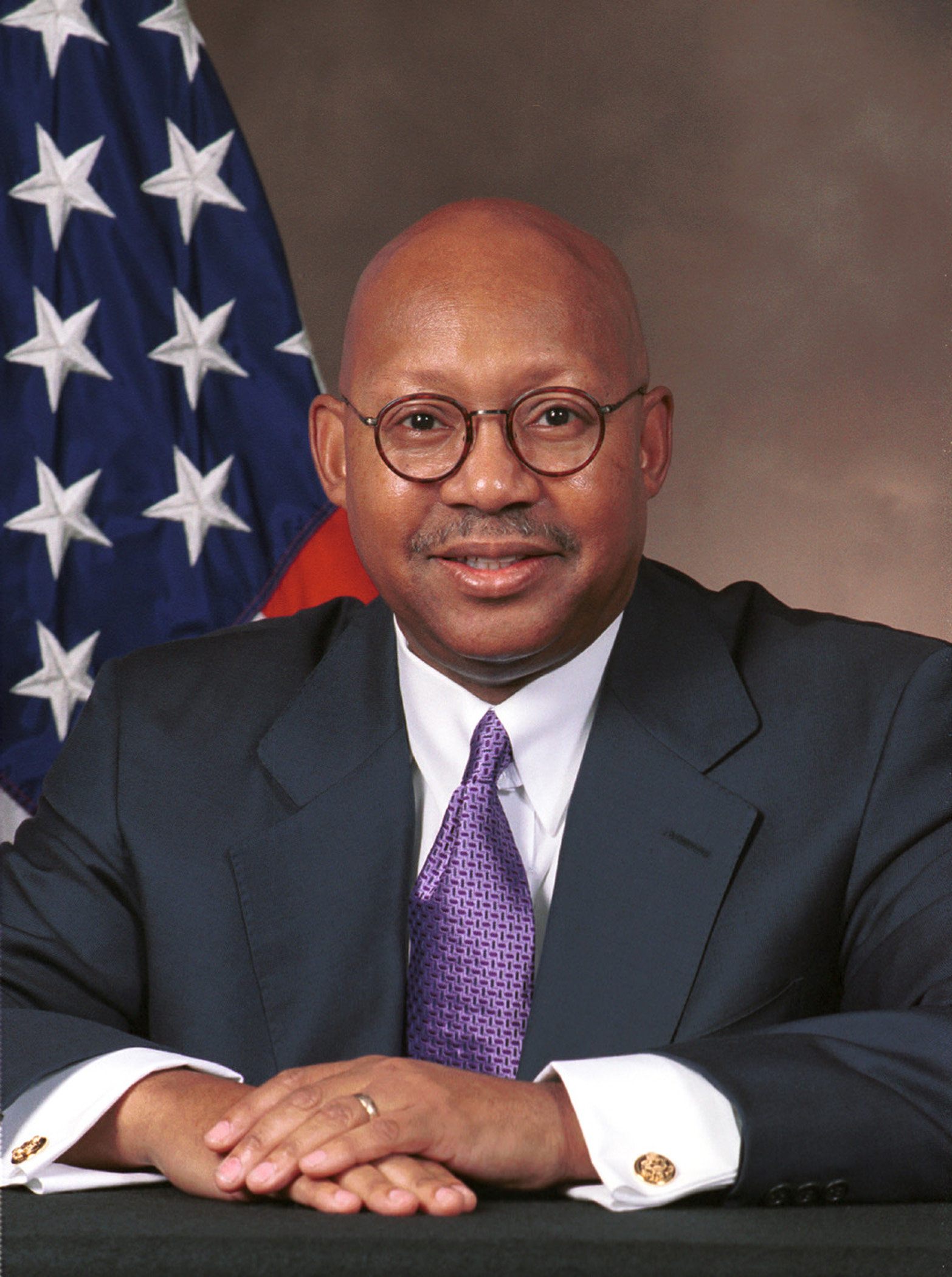
Alphonso Roy Jackson

Alphonso Roy Jackson (* 9. September 1945 in Marshall, Texas) war der 13. Bauminister der Vereinigten Staaten.

## Anfänge
Geboren in Texas wuchs Jackson in einer Familie mit 12 Kindern auf. Er erarbeitete sich einen Bachelor in Politikwissenschaften (1968) und einen Master in Schulleitung von der Truman State University sowie 1973 einen juristischen Doktortitel (J.D.) von der Washington University School of Law.

## Karriere
1977 war Alphonso Jackson für die öffentliche Sicherheit der Stadt St. Louis verantwortlich sowie Geschäftsführer der St. Louis Housing Authority. Während seiner Arbeit dort wurde er außerdem assistierender Professor an der University of Missouri und später Leiter des Department of Public and Assisted Housing („Amt für öffentliches und betreutes Wohnen“) in Washington
Von Januar 1989 bis zum Juli 1996 war Jackson Präsident und Vorstandsvorsitzender der Housing Authority von Dallas. Später wurde er Präsident von TEXAS, einem großen Versorgungsunternehmen mit Sitz in Austin und bekam 1995 von Gouverneur George W. Bush einen Sitz im Vorstand der Texas Southern University zugewiesen, den er bis zu seiner Ernennung zum Minister 2003 innehatte.
Von George W. Bush – seit 2001 US-Präsident – im Januar 2004 als neuer Bauminister vorgeschlagen, wurde er am 31. März 2004 durch den Senat bestätigt. Am 31. März 2008 erklärte Jackson seinen Rücktritt, der am 18. April 2008 wirksam wurde. Sein Nachfolger als Bauminister wurde Steve Preston.